# オノニトール
オノニトール(Ononitol)は、シクリトールの一種である。4-O-メチル-ミオイノシトールであり、アルファルファに含まれている。